# Пенкальский, Пётр Франциск
Пётр Франциск Пенкальский (1791, Цешин — 30 марта 1874, Краков) — краковский и австрийский польский богослов и духовный писатель, автор работ по церковной истории.
Был монахом ордена меховитов, затем каноником права Стражей Гроба Господня в храме Божьего Тела в Кракове. С 1828 по 1832 год был профессором еврейского и халдейского языков в Ягеллонском университете в Кракове. Главные работы: «Żywoty św. patronów polskich» (Краков, 1862), «Żywot św. Wojciecha biskupa» (там же, 1858), «Wyznania św. Augusta» (там же, 1847).